# Tipula (Vestiplex) distifurca
Tipula (Vestiplex) distifurca is een tweevleugelige uit de familie langpootmuggen (Tipulidae). De soort komt voor in het Palearctisch en Oriëntaals gebied.